# Театры Украины

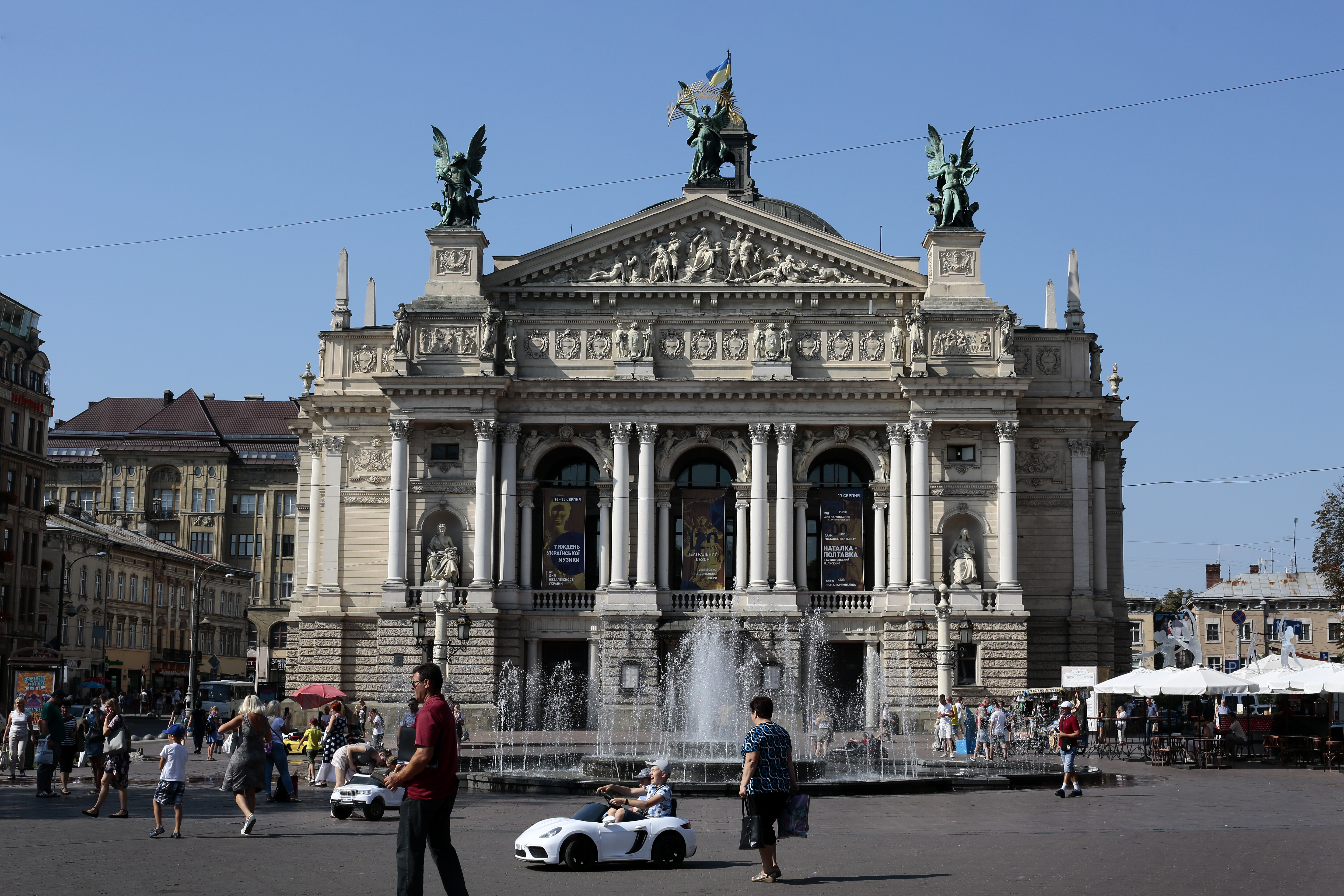
Львовский оперный театр

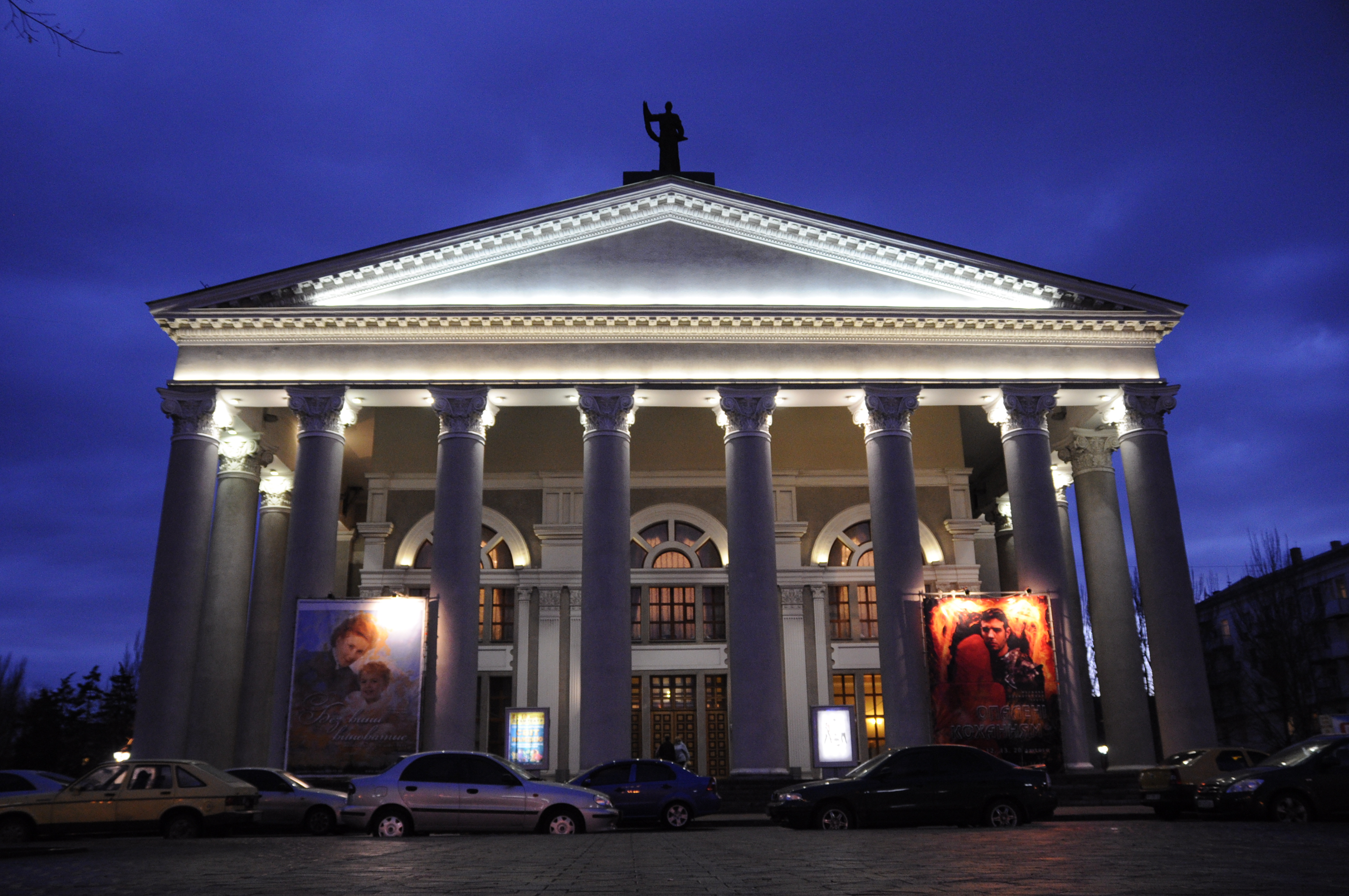
Донецкий национальный академический украинский музыкально-драматический театр

Список театров Украины.

## Театры

### Винница
- Винницкий государственный академический музыкально-драматический театр имени Н. К. Садовского
- Винницкий областной кукольный театр «Золотой ключик»

### Горловка
- Горловский городской театр кукол

### Днепр
- Днепровский драматический театр имени Т. Шевченко
- Днепровский академический театр драмы и комедии
- Днепропетровский театр оперы и балета
- Днепропетровский муниципальный молодёжный театр «Верим!»
- Днепропетровский областной молодёжный театр «Камерная сцена»
- Днепровский городской театр кукол
- Золотой ключик (театр, Днепр)
- Народный театр «Чародей»
- Театр одного актёра «Крик»

### Донецк
- Донецкий национальный академический украинский музыкально-драматический театр
- Донецкий театр оперы и балета имени А. Б. Соловьяненко
- Донецкий областной театр кукол
- Камерный театр-студия «Жуки»
- Театр «Окраина»
- Театральная студия «Пятое колесо»
- Театр «О»
- Молодёжная Студия «1968»
- Театральная группа «Юz»
- Малый драматический театр "Actor Hall"

### Дрогобыч
- Львовский областной академический музыкально-драматический театр имени Юрия Дрогобыча

### Евпатория
- Евпаторийский театр имени А. Пушкина

### Запорожье
- Запорожский академический областной украинский музыкально-драматический театр имени В. Г. Магара
- Новый театр (г. Запорожье)
- Запорожский муниципальный театр-лаборатория "VIE"
- Запорожский театр молодёжи
- Запорожский областной театр кукол

### Каменское
- Академический музыкально-драматический театр им. Леси Украинки

### Киев
- Национальная оперетта Украины
- Национальная опера Украины
- Национальный академический драматический театр им. Ивана Франко
- Национальный академический театр русской драмы имени Леси Украинки
- Киевский академический Молодой театр
- Киевский академический театр драмы и комедии на левом берегу Днепра
- Киевский академический драматический театр на Подоле
- Театр «Под звёздным небом»
- Киевский муниципальный академический театр оперы и балета для детей и юношества
- Киевский муниципальный академический театр кукол
- Театр без декораций
- Театр-студия импровизации «Черный квадрат»
- Театр-Студия Дивний-Замок
- Театр ВАМП
- Театр на Печерске
- Театр «Дивні люди»
- Театр исторического танца "Алентрада"
- Еврейский музыкально-драматический театр имени Шолом-Алейхема

### Кривой Рог
- Криворожский городской театр драмы и музыкальной комедии им. Т. Г. Шевченко
- Театр академия движения
- Криворожский городской театр кукол
- Театр-студия "Революционная, 13" (ранее известна как "САМ")r
- Театр одного актёра "AVE"

### Кропивницкий
- Кировоградский украинский академический музыкально-драматический театр им. М. Л. Кропивницкого

### Луганск
- Луганский академический областной русский драматический театр
- Луганский академический украинский музыкально-драматический театр
- Луганский академический областной театр кукол

### Луцк
- Волынский академический областной украинский музыкально-драматический театр им. Т. Г. Шевченко;
- Волынский академический областной театр кукол.

### Львов
- Львовский государственный академический театр оперы и балета имени С. А. Крушельницкой
- Национальный академический украинский драматический театр им. Марии Заньковецкой
- Львовский драматический театр имени Леси Украинки
- Львовский духовный театр «Воскресенье»
- Львовский молодёжный театр им. Леся Курбаса
- Первый Украинский театр для детей и юношества
- Львовский областной театр кукол
- Театр эстрадных миниатюр «И люди, и куклы»
- Эстрадный театр «Не журись»

### Макеевка
- Донецкий областной русский театр юного зрителя

### Мариуполь
- Донецкий академический областной русский драматический театр

### Мукачево
- Закарпатский областной государственный русский драматический театр

### Николаев
- Николаевский художественный русский драматический театр
- Николаевский академический украинский театр драмы и музыкальной комедии
- Николаевский государственный областной театр кукол

### Полтава
- Полтавский областной музыкально-драматический театр им. Н. В. Гоголя
- Полтавский Академический областной театр кукол

### Одесса
- Одесский национальный академический театр оперы и балета
- Одесский академический украинский музыкально-драматический театр им. В. Василько
- Одесский академический театр музыкальной комедии
- Одесский русский драматический театр им. А. Иванова
- Одесский областной театр кукол
- Одесский театр юного зрителя
- Одесский муниципальный театр духовой музыки им. А. Салика
- Одесский дом клоунов
- Одесский молодёжный театр "Тур де Форс" (Tour de Force) НУОЮА
- Одесский театральный лицей
- Театральная лаборатория “Театр на Чайной”

### Ровно
- Ровенский областной академический украинский музыкально-драматический театр

### Симферополь1
- Крымский академический русский драматический театр им. А. М. Горького
- Крымский украинский драматический театр
- Крымскотатарский академический музыкально-драматический театр
- Театр эстрадного балета «Феникс»
- Крымский республиканский театр кукол

### Севастополь1
- Театр для детей и молодёжи «На Большой Морской»
- Русский драматический театр Черноморского флота им. Б. А. Лавренева
- Севастопольский академический русский драматический театр им. А. В. Луначарского
- Севастопольский академический театр танца под руководством В. А. Елизарова

1 Данный населённый пункт расположен на территории Крымского полуострова, бо́льшая часть которого является объектом территориального спора между Россией и Украиной. Согласно административно-территориальному делению Российской Федерации, фактически контролирующей Крым, на его территории располагаются субъекты федерации Республика Крым и город федерального значения Севастополь. Согласно административно-территориальному делению Украины, на территории Крыма расположены входящие в состав Украины Автономная Республика Крым и город со специальным статусом Севастополь.

### Северодонецк
- Северодонецкий городской театр драмы

### Тернополь
- Тернопольский академический областной украинский драматический театр имени Т. Г. Шевченко
- Тернопольский академический областной театр актёра и куклы

### Ужгород
- Закарпатский областной украинский музыкально-драматический театр
- Закарпатский областной театр кукол

### Феодосия
- Феодосийский драматический театр

### Харьков
- Харьковский театр оперы и балета имени Н. В. Лысенко
- Харьковский академический театр музыкальной комедии
- Харьковский государственный академический украинский драматический театр имени Т. Шевченко
- Харьковский академический русский драматический театр имени А. С. Пушкина
- Харьковский театр кукол имени Афанасьева
- Харьковский театр для детей и юношества
- Театр 19
- Театр «Прекрасные Цветы»
- Театр «Нефть»

### Херсон
- Херсонский областной академический музыкально-драматический театр им. Н. Кулиша
- Херсонский областной академический театр кукол

### Хмельницкий
- Хмельницкий областной театр кукол / Хмельницкий академический областной театр кукол «Дивень»
- Хмельницкий областной академический музыкально-драматический театр имени Михаила Старицкого

### Черкассы
- Академический областной музыкально-драматический театр имени Т. Шевченко
- Черкасский академический театр кукол

### Черновцы
- Черновицкий украинский музыкально-драматический театр имени Ольги Кобылянской